# Wielkouch mniejszy
Wielkouch mniejszy (Macrotis leucura) – gatunek wymarłego ssaka z rodziny wielkouchowatych (Thylacomyidae). Występował w centralnej Australii, ostatni osobnik został zaobserwowany w 1931.

## Taksonomia
Gatunek po raz pierwszy zgodnie z zasadami nazewnictwa binominalnego opisał w 1887 roku angielski zoolog Oldfield Thomas nadając mu nazwę Perogale leucura. Miejsce typowe jest nieokreślone; okaz typowy został wysłany przez taksydermistę z South Australian Museum do Londynu bez oznaczenia miejsca typowego, jednak Thomas sugerował że może pochodzić z okolic Adelajdy lub z północnej części Australii Południowej skąd pochodziły inne okazy z przysłanej kolekcji. Holotyp to młody samiec zakonserwowany w spirytusie o sygnaturze BM 1883.10.19.17 z Muzeum Historii Naturalnej w Londynie. 
Autorzy Illustrated Checklist of the Mammals of the World uznają ten gatunek za monotypowy. 

## Zasięg występowania
Przed wyginięciem wielkouch mniejszy występował na centralnych pustyniach Australii w północnej Australii Zachodniej, południowym Terytorium Północnym i północnej Australii Południowej, co zostało udokumentowane okazami muzealnymi i znajomością gatunku przez Aborygenów.

## Wygląd
Długość ciała (bez ogona) samic 20–24 cm, samców 24–27 cm, długość ogona samic 12–15 cm, samców 12,5–17 cm; masa ciała samic około 311 g, samców około 360 g. Futro szare, brzuch biały. Ogon długi, biały z szarą kreską biegnącą od ciała ku końcowi. Jego długość wynosi 11,5-27,5 cm. Uszy długie, podobne do króliczych. Cechą charakterystyczną gatunku są palce łap. Przednie łapy posiadają pięć palców, z czego dwa są w zaniku. Tylne łapy są zaopatrzone w trzy palce, środkowy wyraźnie dłuższy od pozostałych.

## Ekologia

### Tryb życia
Prowadziły nocny tryb życia, dnie spędzały w wykopanych przez siebie norach. Zwierzęta spały w charakterystyczny sposób – na siedząco, przykrywając uszami oczy. Żywiły się głównie niewielkimi owadami, owocami, ziarnem i grzybami. Wodę przyjmowały w pożywieniu.

### Rozmnażanie
Okres godowy występował pomiędzy marcem a majem. Ciąża trwała 3 tygodnie i liczyła 1-3 młode. Po urodzeniu młode spędzały 70-75 dni w matczynej torbie.

## Status zagrożenia
W Czerwonej księdze gatunków zagrożonych Międzynarodowej Unii Ochrony Przyrody i Jej Zasobów został zaliczony do kategorii EX (ang. extinct „wymarły”).

### Przyczyny wymarcia
Ostatnie żywe osobniki odłowiono w 1931 roku, a czaszka (mająca okołu 15 lat) znaleziona w 1967 roku w gnieździe ptaka drapieżnego, była ostatnim zebranym okazem tego gatunku. Według doniesień Aborygenów wyginął prawdopodobnie w latach pięćdziesiątych lub sześćdziesiątych XX wieku. Na przyczyny spadku populacji i wyginięcie M. leucura mogło mieć wpływ wiele czynników (np. zmiany w siedliskach i częstotliwości pożarów), chociaż wydaje się, że najbardziej znaczące było wprowadzenie lisów rudych (Vulpes vulpes) i kotów domowych (Felis catus). 